# Burg Grub (Messern)
Die Burg Grub ist eine teilweise erhaltene Höhenburg aus dem 11. Jahrhundert beim Dorf Grub an der Großen Taffa, etwa 2 km südwestlich von Messern im niederösterreichischen Waldviertel. 1558 kam sie an Veit Albrecht von Puchheim. Da die Burg nach 1500 nicht mehr umgestaltet wurde, zeigt sie heute noch ihren spätmittelalterlichen Charakter. Zur Burg zählen unter anderem der Bergfried, die Reste des Palas und die wieder aufgebaute Burgkapelle.
Im Jahre 1970 erwarb das Ehepaar Franz Josef (1914–2006) und Maria Magdalena Hampapa die Ruine Grub für 45.000 Schilling, um sie vor dem Abriss zu bewahren. In den folgenden Jahren wurde der Grundstein zum heutigen Aussehen der Burg durch die Arbeit der Eigentümer und freiwilliger Helfer gesetzt. So konnten zahlreiche wertvolle Bauteile gesichert und erhalten werden. Franz Josef Hampapa gab die Burg an Bekannte weiter mit der Bitte, sie im mittelalterlichen Stil zu erhalten.
Sie wurde teilweise unter Aufsicht des Bundesdenkmalamtes und nach Beratungen von Angehörigen der Technischen Universität Wien wiederhergestellt.